# Helena van Griekenland
Prinses Helena van Griekenland en Denemarken, (Grieks: Πριγκίπισσα Ελένη της Ελλάδας και Δανίας) Athene, 3 mei 1896 - Lausanne, 28 november 1982) was de vrouw van de Roemeense kroonprins Carol van Roemenië en de moeder van koning Michael van Roemenië. Ze werd geboren als prinses van Griekenland en Denemarken. Helena kreeg de titel koningin-moeder van Roemenië.

## Jeugd
Helena werd geboren op 3 mei 1896 in Athene als de eerste dochter van de Griekse koning Constantijn I van Griekenland en zijn vrouw Sophie van Pruisen. Helena had drie broers, George, Alexander en Paul, die alle drie een periode koning van Griekenland zouden zijn. Daarnaast heeft ze twee jongere zussen: Irene, korte tijd koningin van Kroatië en Katherine, lady Brandram.
In 1910 trad Helena samen met haar familie in ballingschap nadat er een militaire coup had plaatsgevonden met als doel haar grootvader George I te vervangen door Constantijn I. De familie bracht de zomer door in Schloss Friedrichshof, het slot van haar grootmoeder Victoria van Saksen-Coburg en Gotha. Gedurende de winter verbleef de koninklijke familie in Frankfurt. In 1917 moest Helena opnieuw met haar familie in ballingschap treden. Haar vader Constantijn, destijds koning, had de geallieerden niet gesteund in de Eerste Wereldoorlog en moest het land verlaten van minister-president Venizelos. Na een kort verblijf in St. Moritz kreeg de familie een permanente villa in Zürich. Hun verplaatsingen in de wereld werden streng aan banden gelegd door de Geallieerden. De koninklijke familie werd gestationeerd in het Duitse gedeelte van Zwitserland. Het Franstalige en Engelstalige personeel werd ontslagen en contact met Engelse of Franse personen werd verboden.

## Kroonprinses van Roemenië
In december 1919 ontmoette Helena de Roemeense kroonprins Carol in Luzern. Carol en Helena waren familie van elkaar. Hun moeders waren beiden kleindochters van Victoria van het Verenigd Koninkrijk: Helena's moeder Sophia via haar moeder Victoria van Saksen-Coburg en Gotha en Carols moeder Marie via haar vader Alfred van Saksen-Coburg en Gotha. Carol was net teruggekeerd van zijn wereldreis. Vóór deze wereldreis was hij gescheiden van zijn eerste vrouw, Zizi Lambrino. Helena vergezelde Carol bij het huwelijk van haar broer George II van Griekenland met Carols zuster Elisabeth van Roemenië. In november 1920 bracht Carol een bezoek aan Zurich en vroeg hij toestemming aan Constantijn om met diens dochter te mogen trouwen. Het huwelijk was geen gearrangeerd huwelijk, in tegenstelling van wat in die tijd veelvoorkomend was. Sophie van Pruisen was zelfs tegen het huwelijk.
In december 1920 werd Constantijn I weer op de Griekse troon gebracht. Helena keerde terug naar Athene. Op 10 maart 1921 trouwde Helena met kroonprins Carol II van Roemenië in de Grote Metropolitaan. Ze was de eerste prinses die trouwde in Athene. De bruid droeg de Roemeense ‘Greek Key’ tiara, een cadeau van haar schoonmoeder. Het pasgetrouwde stel verbleef na de bruiloft in het paleis van Tatoi, maar vertrok begin mei met een zeilboot naar Boekarest.
Helena en Carol hadden een appartement op de Boulevard Geniului, maar ze brachten hun meeste tijd door op het Foishor, een Zwitserse chalet in Sinaia. De twee hadden in eerste instantie een gelukkig huwelijk, maar al snel werd de relatie killer. Op 25 oktober 1921 beviel Helena van haar enige zoon met Carol, Michael van Roemenië. “Er waren complicaties bij de bevalling en zowel moeder als zoon leken het niet te overleven.” Er gingen geruchten dat de baby te vroeg zou zijn geboren (de baby was nog maar zeven en een halve maand na het huwelijk van zijn ouders geboren). Er volgden daarop dan weer speculaties dat Helena vóór het huwelijk zwanger was geworden, omdat de baby een gezond gewicht van negen pond had.
In december 1921 verhuisde de familie naar een huis in de Chaussée Kyselef in Boekarest. Helena probeerde een school voor verpleegkundigen op te richten om de normen te verbeteren. In 1925 begon haar man een affaire met Magda Lupescu en in december van dat jaar deed Carol afstand van de Roemeense troon en verliet Roemenië. Op 4 januari 1926 ratificeerde het Roemeense parlement de troonsafstand en voerde een wet door die Helena de titel ‘’prinses van Roemenië’’ zou toewijzen. Helena bleef samen met haar zoon in Roemenië. Michael was nu erfprins geworden.

## Scheiding

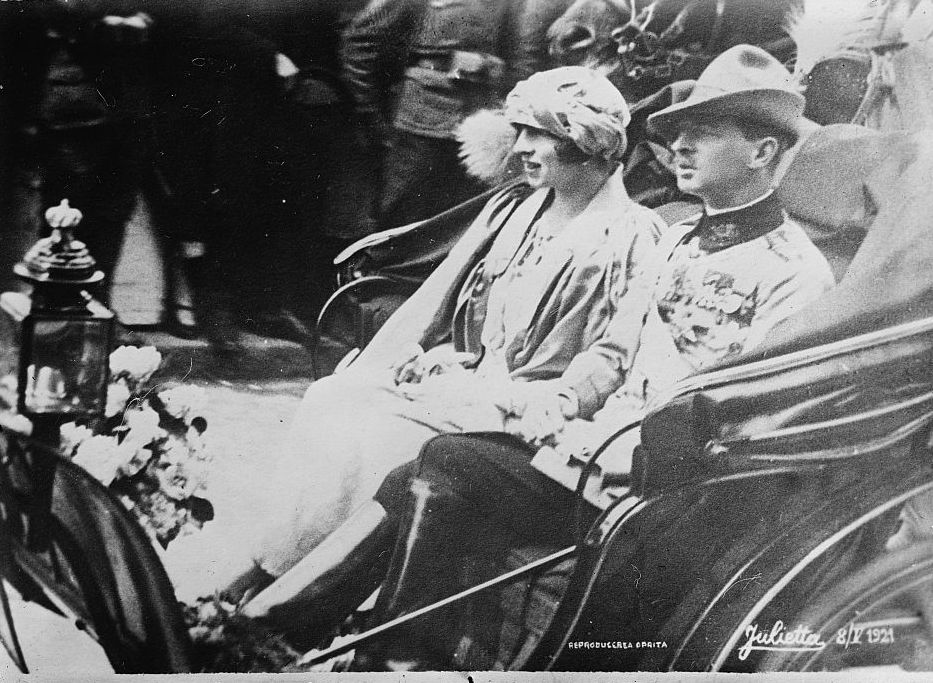
Helena met haar echtgenoot Carol II van Roemenië

In juli 1927 volgde de dan vijfjarige Michael zijn grootvader op als koning van Roemenië. Helena hield alleen de titel van prinses van Roemenië, maar had geen officiële positie binnen het koninkrijk. Ze werd geen lid van de raad die in naam van Michael regeerde. In december 1927 vroeg Carol Helena om een scheiding. In eerste instantie weigerde ze mee te werken, maar uiteindelijk stemde ze, na advies van de regering, met het voorstel in. Op 21 juni 1928 werd het huwelijk door het Hooggerechtshof van Roemenië nietig verklaard.
Op 6 juni 1930 keerde Carol terug naar Roemenië en claimde de troon. Hij kreeg hulp van politica zoals Iuliu Maniu.  Helena bleef samen met haar zoon in haar eigen woning in het Chaussée Kyselef in Boekarest wonen. Er vonden maandenlang gesprekken plaats tussen Helena en Carol over een mogelijke nietigverklaring van de scheiding. De regering en de publieke opinie waren nieuwsgierig wat deze gesprekken zouden brengen. Een gezamenlijke troonsbestijging stond gepland voor het midden van september. Minister-president Iuliu Maniu vertelde Helena dat als een gevolg van de vernietiging van de wet van 4 januari 1926, Carol legitiem koning was geworden in juli 1927. Helena was automatisch koningin geworden.
De regering presenteerde een decreet aan Carol, waarin Helena officieel als ‘’Hare Majesteit, de Koningin van Roemenië’’ zou worden aangesproken. Carol besloot echter dat Helena voortaan als Hare Majesteit Helen moest worden aangesproken. Helena gaf niemand toestemming om deze titel in haar bijzijn te gebruiken.
Uiteindelijk werd evenwel duidelijk dat Carol geen nietigverklaring van de scheiding wilde en dat hij en zijn geliefde Madame Lupescu samen leefden op het Foishor. Opdat Helena geen tegenstand zou bieden tegen de regeringsplannen om de scheiding nietig te verklaren, besloot Carol maatregelen tegen haar te nemen. Carol plaatste bewakers om het huis van Helena heen en iedereen die haar bezocht werd vervolgd. De titel ere-kolonel van het Roshiori-regiment werd haar afgenomen.
Helena besloot onder die omstandigheden in ballingschap te gaan. Na een kort bezoek aan Londen, vertrok ze naar de villa van haar moeder in de buurt van Florence. Er volgde een slepend conflict tussen Carol en Helena over de opvoeding van Michael. Helena en Carol discussieerden over wanneer en onder welke omstandigheden Carol zijn zoon mocht zien. In oktober 1932 keerde Helena terug naar Boekarest. Carol begon een campagne in de pers waarin hij suggereerde dat Helena twee keer had geprobeerd zelfmoord te plegen. De regering liet een verklaring uitgaan die Helena toestemming gaf om zes maanden per jaar in Roemenië te verblijven. Haar zoon Michael mocht Roemenië één maand per jaar bezoeken.
Ondanks de officiële toestemming om te verblijven in Roemenië, werd verwacht dat Helena in Florence zou blijven. Met haar alimentatie kon Helena het veroorloven om een villa in de buurt van San Domenico aan te schaffen. In het voorjaar van 1934 nam Helena haar intrek in Villa Sparta, samen met haar broer Paul en zusters Catherine en Irene. Ze woonde hier gedurende tien jaar. Michael vergezelde haar voor ongeveer een maand per jaar.

## Koningin-moeder van Roemenië

De Standaard van de koningin-moeder van Roemenië (1941-1947)

In september 1940 werd Michael opnieuw tot koning verheven van Roemenië. Michael had op dat moment de leeftijd van 18 jaar bereikt. Hij wilde dat zijn moeder Helena terugkeerde naar Roemenië. Ze kreeg de titel Koning-moeder van Roemenië toegewezen. Tijdens de Tweede Wereldoorlog richtte Helena zich op de verzorging van gewonde soldaten. Voor haar hulp aan het redden van Roemeense joden ontving Helena de status Rechtvaardige onder de Volkeren.
Helena was een vooraanstaande gast bij het huwelijk van haar neef Philip Mountbatten met de Engelse kroonprinses Elizabeth II van het Verenigd Koninkrijk in 1947. In hetzelfde jaar werd Michael gedwongen om te abdiceren. Helena keerde terug naar Villa Sparta in San Domenico. Later woonde ze in Florence en Lausanne. Helena overleed in 1982 op de leeftijd van 86 jaar in Lausanne. Op 18 oktober 2019 werd ze herbegraven in Roemenië.

## Titels
- 2 mei 1896 - 10 maart 1921: Hare Koninklijke Hoogheid Prinses Helena van Griekenland en Denemarken
- 10 maart 1921 - 4 januari 1926: Haar Koninklijke Hoogheid, Kroonprinses van Roemenië
- 4 januari 1926 - 21 juni 1928: Haar Koninklijke Hoogheid, Prinses van Roemenië
- 21 juni 1928 - 8 juni 1930: Hare Majesteit Helen, Koninklijke Moeder van De Koning
- 8 juni 1930 - 6 september 1940: Hare Majesteit Helen, Koninklijke Moeder van de Kroonprins
- 6 september 1940 - 30 december 1947: Hare Koninklijke De Koningin-Moeder van Roemenië
- 30 december 1947 - 28 november 1982: Hare Majesteit Koningin-Moeder Helena van Roemenië (titulair)

## Kwartierstaat (voorouders)
| Christiaan IX van Denemarken (1818-1906) | Christiaan IX van Denemarken (1818-1906) | Christiaan IX van Denemarken (1818-1906) | Christiaan IX van Denemarken (1818-1906) | Christiaan IX van Denemarken (1818-1906) | Christiaan IX van Denemarken (1818-1906) | Louise van Hessen-Kassel (1817-1898)  | Louise van Hessen-Kassel (1817-1898)  | Louise van Hessen-Kassel (1817-1898)  | Louise van Hessen-Kassel (1817-1898)  | Louise van Hessen-Kassel (1817-1898)      | Louise van Hessen-Kassel (1817-1898)      |                                           |                                           | Constantijn Nikolajevitsj van Rusland (1827-1892) | Constantijn Nikolajevitsj van Rusland (1827-1892) | Constantijn Nikolajevitsj van Rusland (1827-1892) | Constantijn Nikolajevitsj van Rusland (1827-1892) | Constantijn Nikolajevitsj van Rusland (1827-1892) | Constantijn Nikolajevitsj van Rusland (1827-1892) | Alexandra van Saksen-Altenburg (1830-1911)  | Alexandra van Saksen-Altenburg (1830-1911)  | Alexandra van Saksen-Altenburg (1830-1911) | Alexandra van Saksen-Altenburg (1830-1911) | Alexandra van Saksen-Altenburg (1830-1911) | Alexandra van Saksen-Altenburg (1830-1911) |  |  | Wilhelm I van Duitsland (1797-1888) | Wilhelm I van Duitsland (1797-1888) | Wilhelm I van Duitsland (1797-1888) | Wilhelm I van Duitsland (1797-1888) | Wilhelm I van Duitsland (1797-1888)    | Wilhelm I van Duitsland (1797-1888)    | Augusta van Saksen-Weimar-Eisenach (1811-1890) | Augusta van Saksen-Weimar-Eisenach (1811-1890) | Augusta van Saksen-Weimar-Eisenach (1811-1890) | Augusta van Saksen-Weimar-Eisenach (1811-1890) | Augusta van Saksen-Weimar-Eisenach (1811-1890) | Augusta van Saksen-Weimar-Eisenach (1811-1890) |                                   |                                   | Albert van Saksen-Coburg en Gotha (1819-1861) | Albert van Saksen-Coburg en Gotha (1819-1861) | Albert van Saksen-Coburg en Gotha (1819-1861)   | Albert van Saksen-Coburg en Gotha (1819-1861)   | Albert van Saksen-Coburg en Gotha (1819-1861)   | Albert van Saksen-Coburg en Gotha (1819-1861)   | Victoria van het Verenigd Koninkrijk (1819-1901) | Victoria van het Verenigd Koninkrijk (1819-1901) | Victoria van het Verenigd Koninkrijk (1819-1901) | Victoria van het Verenigd Koninkrijk (1819-1901) | Victoria van het Verenigd Koninkrijk (1819-1901) | Victoria van het Verenigd Koninkrijk (1819-1901) |  |  |  |  |  |  |  |  |  |  |  |  |  |  |  |  |  |  |  |  |  |  |  |  |  |  |  |  |  |  |  |  |  |  |  |  |  |  |  |  |  |  |  |  |  |  |  |  |
| Christiaan IX van Denemarken (1818-1906) | Christiaan IX van Denemarken (1818-1906) | Christiaan IX van Denemarken (1818-1906) | Christiaan IX van Denemarken (1818-1906) | Christiaan IX van Denemarken (1818-1906) | Christiaan IX van Denemarken (1818-1906) | Louise van Hessen-Kassel (1817-1898)  | Louise van Hessen-Kassel (1817-1898)  | Louise van Hessen-Kassel (1817-1898)  | Louise van Hessen-Kassel (1817-1898)  | Louise van Hessen-Kassel (1817-1898)      | Louise van Hessen-Kassel (1817-1898)      |                                           |                                           | Constantijn Nikolajevitsj van Rusland (1827-1892) | Constantijn Nikolajevitsj van Rusland (1827-1892) | Constantijn Nikolajevitsj van Rusland (1827-1892) | Constantijn Nikolajevitsj van Rusland (1827-1892) | Constantijn Nikolajevitsj van Rusland (1827-1892) | Constantijn Nikolajevitsj van Rusland (1827-1892) | Alexandra van Saksen-Altenburg (1830-1911)  | Alexandra van Saksen-Altenburg (1830-1911)  | Alexandra van Saksen-Altenburg (1830-1911) | Alexandra van Saksen-Altenburg (1830-1911) | Alexandra van Saksen-Altenburg (1830-1911) | Alexandra van Saksen-Altenburg (1830-1911) |  |  | Wilhelm I van Duitsland (1797-1888) | Wilhelm I van Duitsland (1797-1888) | Wilhelm I van Duitsland (1797-1888) | Wilhelm I van Duitsland (1797-1888) | Wilhelm I van Duitsland (1797-1888)    | Wilhelm I van Duitsland (1797-1888)    | Augusta van Saksen-Weimar-Eisenach (1811-1890) | Augusta van Saksen-Weimar-Eisenach (1811-1890) | Augusta van Saksen-Weimar-Eisenach (1811-1890) | Augusta van Saksen-Weimar-Eisenach (1811-1890) | Augusta van Saksen-Weimar-Eisenach (1811-1890) | Augusta van Saksen-Weimar-Eisenach (1811-1890) |                                   |                                   | Albert van Saksen-Coburg en Gotha (1819-1861) | Albert van Saksen-Coburg en Gotha (1819-1861) | Albert van Saksen-Coburg en Gotha (1819-1861)   | Albert van Saksen-Coburg en Gotha (1819-1861)   | Albert van Saksen-Coburg en Gotha (1819-1861)   | Albert van Saksen-Coburg en Gotha (1819-1861)   | Victoria van het Verenigd Koninkrijk (1819-1901) | Victoria van het Verenigd Koninkrijk (1819-1901) | Victoria van het Verenigd Koninkrijk (1819-1901) | Victoria van het Verenigd Koninkrijk (1819-1901) | Victoria van het Verenigd Koninkrijk (1819-1901) | Victoria van het Verenigd Koninkrijk (1819-1901) |  |  |  |  |  |  |  |  |  |  |  |  |  |  |  |  |  |  |  |  |  |  |  |  |  |  |  |  |  |  |  |  |  |  |  |  |  |  |  |  |  |  |  |  |  |  |  |  |
|                                          |                                          |                                          |                                          |                                          |                                          |                                       |                                       |                                       |                                       |                                           |                                           |                                           |                                           |                                                   |                                                   |                                                   |                                                   |                                                   |                                                   |                                             |                                             |                                            |                                            |                                            |                                            |  |  |                                     |                                     |                                     |                                     |                                        |                                        |                                                |                                                |                                                |                                                |                                                |                                                |                                   |                                   |                                               |                                               |                                                 |                                                 |                                                 |                                                 |                                                  |                                                  |                                                  |                                                  |                                                  |                                                  |  |  |  |  |  |  |  |  |  |  |  |  |  |  |  |  |  |  |  |  |  |  |  |  |  |  |  |  |  |  |  |  |  |  |  |  |  |  |  |  |  |  |  |  |  |  |  |  |
|                                          |                                          |                                          |                                          | George I van Griekenland (1845-1913)     | George I van Griekenland (1845-1913)     | George I van Griekenland (1845-1913)  | George I van Griekenland (1845-1913)  | George I van Griekenland (1845-1913)  | George I van Griekenland (1845-1913)  |                                           |                                           |                                           |                                           |                                                   |                                                   | Olga Konstantinovna van Rusland (1851-1926)       | Olga Konstantinovna van Rusland (1851-1926)       | Olga Konstantinovna van Rusland (1851-1926)       | Olga Konstantinovna van Rusland (1851-1926)       | Olga Konstantinovna van Rusland (1851-1926) | Olga Konstantinovna van Rusland (1851-1926) |                                            |                                            |                                            |                                            |  |  |                                     |                                     |                                     |                                     | Frederik III van Duitsland (1831-1888) | Frederik III van Duitsland (1831-1888) | Frederik III van Duitsland (1831-1888)         | Frederik III van Duitsland (1831-1888)         | Frederik III van Duitsland (1831-1888)         | Frederik III van Duitsland (1831-1888)         |                                                |                                                |                                   |                                   |                                               |                                               | Victoria van Saksen-Coburg en Gotha (1840-1901) | Victoria van Saksen-Coburg en Gotha (1840-1901) | Victoria van Saksen-Coburg en Gotha (1840-1901) | Victoria van Saksen-Coburg en Gotha (1840-1901) | Victoria van Saksen-Coburg en Gotha (1840-1901)  | Victoria van Saksen-Coburg en Gotha (1840-1901)  |                                                  |                                                  |                                                  |                                                  |  |  |  |  |  |  |  |  |  |  |  |  |  |  |  |  |  |  |  |  |  |  |  |  |  |  |  |  |  |  |  |  |  |  |  |  |  |  |  |  |  |  |  |  |  |  |  |  |
|                                          |                                          |                                          |                                          | George I van Griekenland (1845-1913)     | George I van Griekenland (1845-1913)     | George I van Griekenland (1845-1913)  | George I van Griekenland (1845-1913)  | George I van Griekenland (1845-1913)  | George I van Griekenland (1845-1913)  |                                           |                                           |                                           |                                           |                                                   |                                                   | Olga Konstantinovna van Rusland (1851-1926)       | Olga Konstantinovna van Rusland (1851-1926)       | Olga Konstantinovna van Rusland (1851-1926)       | Olga Konstantinovna van Rusland (1851-1926)       | Olga Konstantinovna van Rusland (1851-1926) | Olga Konstantinovna van Rusland (1851-1926) |                                            |                                            |                                            |                                            |  |  |                                     |                                     |                                     |                                     | Frederik III van Duitsland (1831-1888) | Frederik III van Duitsland (1831-1888) | Frederik III van Duitsland (1831-1888)         | Frederik III van Duitsland (1831-1888)         | Frederik III van Duitsland (1831-1888)         | Frederik III van Duitsland (1831-1888)         |                                                |                                                |                                   |                                   |                                               |                                               | Victoria van Saksen-Coburg en Gotha (1840-1901) | Victoria van Saksen-Coburg en Gotha (1840-1901) | Victoria van Saksen-Coburg en Gotha (1840-1901) | Victoria van Saksen-Coburg en Gotha (1840-1901) | Victoria van Saksen-Coburg en Gotha (1840-1901)  | Victoria van Saksen-Coburg en Gotha (1840-1901)  |                                                  |                                                  |                                                  |                                                  |  |  |  |  |  |  |  |  |  |  |  |  |  |  |  |  |  |  |  |  |  |  |  |  |  |  |  |  |  |  |  |  |  |  |  |  |  |  |  |  |  |  |  |  |  |  |  |  |
|                                          |                                          |                                          |                                          |                                          |                                          |                                       |                                       |                                       |                                       | Constantijn I van Griekenland (1868-1923) | Constantijn I van Griekenland (1868-1923) | Constantijn I van Griekenland (1868-1923) | Constantijn I van Griekenland (1868-1923) | Constantijn I van Griekenland (1868-1923)         | Constantijn I van Griekenland (1868-1923)         |                                                   |                                                   |                                                   |                                                   |                                             |                                             |                                            |                                            |                                            |                                            |  |  |                                     |                                     |                                     |                                     |                                        |                                        |                                                |                                                |                                                |                                                | Sophie van Pruisen (1870-1932)                 | Sophie van Pruisen (1870-1932)                 | Sophie van Pruisen (1870-1932)    | Sophie van Pruisen (1870-1932)    | Sophie van Pruisen (1870-1932)                | Sophie van Pruisen (1870-1932)                |                                                 |                                                 |                                                 |                                                 |                                                  |                                                  |                                                  |                                                  |                                                  |                                                  |  |  |  |  |  |  |  |  |  |  |  |  |  |  |  |  |  |  |  |  |  |  |  |  |  |  |  |  |  |  |  |  |  |  |  |  |  |  |  |  |  |  |  |  |  |  |  |  |
|                                          |                                          |                                          |                                          |                                          |                                          |                                       |                                       |                                       |                                       | Constantijn I van Griekenland (1868-1923) | Constantijn I van Griekenland (1868-1923) | Constantijn I van Griekenland (1868-1923) | Constantijn I van Griekenland (1868-1923) | Constantijn I van Griekenland (1868-1923)         | Constantijn I van Griekenland (1868-1923)         |                                                   |                                                   |                                                   |                                                   |                                             |                                             |                                            |                                            |                                            |                                            |  |  |                                     |                                     |                                     |                                     |                                        |                                        |                                                |                                                |                                                |                                                | Sophie van Pruisen (1870-1932)                 | Sophie van Pruisen (1870-1932)                 | Sophie van Pruisen (1870-1932)    | Sophie van Pruisen (1870-1932)    | Sophie van Pruisen (1870-1932)                | Sophie van Pruisen (1870-1932)                |                                                 |                                                 |                                                 |                                                 |                                                  |                                                  |                                                  |                                                  |                                                  |                                                  |  |  |  |  |  |  |  |  |  |  |  |  |  |  |  |  |  |  |  |  |  |  |  |  |  |  |  |  |  |  |  |  |  |  |  |  |  |  |  |  |  |  |  |  |  |  |  |  |
|                                          |                                          |                                          |                                          |                                          |                                          |                                       |                                       |                                       |                                       |                                           |                                           |                                           |                                           |                                                   |                                                   |                                                   |                                                   |                                                   |                                                   |                                             |                                             |                                            |                                            |                                            |                                            |  |  |                                     |                                     |                                     |                                     |                                        |                                        |                                                |                                                |                                                |                                                |                                                |                                                |                                   |                                   |                                               |                                               |                                                 |                                                 |                                                 |                                                 |                                                  |                                                  |                                                  |                                                  |                                                  |                                                  |  |  |  |  |  |  |  |  |  |  |  |  |  |  |  |  |  |  |  |  |  |  |  |  |  |  |  |  |  |  |  |  |  |  |  |  |  |  |  |  |  |  |  |  |  |  |  |  |
|                                          |                                          |                                          |                                          |                                          |                                          |                                       |                                       |                                       |                                       |                                           |                                           |                                           |                                           |                                                   |                                                   |                                                   |                                                   |                                                   |                                                   |                                             |                                             |                                            |                                            |                                            |                                            |  |  |                                     |                                     |                                     |                                     |                                        |                                        |                                                |                                                |                                                |                                                |                                                |                                                |                                   |                                   |                                               |                                               |                                                 |                                                 |                                                 |                                                 |                                                  |                                                  |                                                  |                                                  |                                                  |                                                  |  |  |  |  |  |  |  |  |  |  |  |  |  |  |  |  |  |  |  |  |  |  |  |  |  |  |  |  |  |  |  |  |  |  |  |  |  |  |  |  |  |  |  |  |  |  |  |  |
|                                          |                                          |                                          |                                          | George II van Griekenland (1890-1947)    | George II van Griekenland (1890-1947)    | George II van Griekenland (1890-1947) | George II van Griekenland (1890-1947) | George II van Griekenland (1890-1947) | George II van Griekenland (1890-1947) |                                           |                                           | Alexander I van Griekenland (1893-1920)   | Alexander I van Griekenland (1893-1920)   | Alexander I van Griekenland (1893-1920)           | Alexander I van Griekenland (1893-1920)           | Alexander I van Griekenland (1893-1920)           | Alexander I van Griekenland (1893-1920)           |                                                   |                                                   | Helena van Griekenland (1896-1982)          | Helena van Griekenland (1896-1982)          | Helena van Griekenland (1896-1982)         | Helena van Griekenland (1896-1982)         | Helena van Griekenland (1896-1982)         | Helena van Griekenland (1896-1982)         |  |  | Paul I van Griekenland (1901-1964)  | Paul I van Griekenland (1901-1964)  | Paul I van Griekenland (1901-1964)  | Paul I van Griekenland (1901-1964)  | Paul I van Griekenland (1901-1964)     | Paul I van Griekenland (1901-1964)     |                                                |                                                | Irene van Griekenland (1904-1974)              | Irene van Griekenland (1904-1974)              | Irene van Griekenland (1904-1974)              | Irene van Griekenland (1904-1974)              | Irene van Griekenland (1904-1974) | Irene van Griekenland (1904-1974) |                                               |                                               | Catharina van Griekenland (1913-2007)           | Catharina van Griekenland (1913-2007)           | Catharina van Griekenland (1913-2007)           | Catharina van Griekenland (1913-2007)           | Catharina van Griekenland (1913-2007)            | Catharina van Griekenland (1913-2007)            |                                                  |                                                  |                                                  |                                                  |  |  |  |  |  |  |  |  |  |  |  |  |  |  |  |  |  |  |  |  |  |  |  |  |  |  |  |  |  |  |  |  |  |  |  |  |  |  |  |  |  |  |  |  |  |  |  |  |